# Eleutharrhena
Eleutharrhena é um género botânico pertencente à família Menispermaceae.

## Espécies
- Eleutharrhena macrocarpa (Diels) Forman